# جان بيار مولان
جان بيار مولان (بالفرنسية: Jean-Pierre Moulin )‏ (و. 1933 – م) هو ممثل، وممثل دُبلاج، من فرنسا، ولد في لو مان.

## وصلات خارجية
- جان بيار مولان على موقع IMDb (الإنجليزية)
- جان بيار مولان على موقع ألو سيني (الفرنسية)
- جان بيار مولان على موقع ميوزك برينز (الإنجليزية)
- جان بيار مولان على موقع أول موفي (الإنجليزية)
- جان بيار مولان على موقع قاعدة بيانات الأفلام السويدية (السويدية)
- جان بيار مولان على موقع قاعدة بيانات الفيلم (الإنجليزية)
- جان بيار مولان على موقع كينوبويسك (الروسية)